# Joyce Godber
Joyce Godber (1906-1999) foi arquivista do condado de Bedfordshire e autora de vários livros sobre a história do condado.

## Biografia
Joyce Godber nasceu em 1906. Baptizada de Amy Joyce Godber. filha de Isaac e Bessie Godber. Ela tinha seis irmãos William, George, John, Geoffrey, Joseph e Frank.
Godber trabalhou primeiro para a Oxford University Press, antes de se tornar secretária assistente do Institute of Historical Research. Posteriormente, ela tornou-se escriturária dos registros e arquivista do condado de Bedfordshire, aposentando-se em 1968.
Ela foi editora das publicações da Bedfordshire Historical Record Society de 1945 a 1977.
O seu trabalho principal foi a História de Bedfordshire 1066–1888 (1969).
Godber morreu em 1999.

## Publicações selecionadas
- History of Bedfordshire 1066–1888. Conselho do condado de Bedfordshire, Bedford, 1969.
- John Bunyan of Bedfordshire (1972)
- The Harpur Trust, 1552-1973 (1973)[5]
- Friends in Bedfordshire and West Hertfordshire (1975)
- John Howard: Philanthropist (1977)
- The Story of Bedford (1978)